# 2021年のインド
2021年のインド（2021ねんのインド）では、2021年のインドに関する出来事について記述する。

## 国家元首等
- 大統領
  - 第14代: ラーム・ナート・コーヴィンド（インド人民党、2017年7月25日 - ）
- 副大統領
  - 第13代: Venkaiah Naidu（インド人民党、2017年8月11日 - ）
- 首相
  - 第18代: ナレンドラ・モディ（インド人民党、2014年5月26日 - ）
- 最高裁判所長官
  - 第47代: Sharad Arvind Bobde（2019年11月18日 - ）
- 連邦議会下院議長
  - 第17代: Om Birla（インド人民党、2019年6月19日 - ）

## できごと

### 1月
- 1月21日 - インド西部マハーラーシュトラ州プネーにある世界最大のワクチンメーカー「セラム・インスティテュート・オブ・インディア」の施設で火災[1]。
- 1月26日 - インド農民デモで死者が発生[2]。

### 9月
- 9月9日 - BRICS首脳会議を開催。ニューデリー宣言を採択[3]。